# Werelderfgoed in Mali
Tot het UNESCO werelderfgoed in Mali behoren vier werelderfgoederen. De eerste werd in 1988 ingeschreven.

## Werelderfgoederen

### Actuele Werelderfgoederen
Deze lijst toont de werelderfgoederen in Mali in chronologische volgorde (C – Cultuurerfgoed; N – Natuurerfgoed).
| Naam                                    | Jaar | Soort | Beschrijving | Afbeelding |
| --------------------------------------- | ---- | ----- | ------------ | ---------- |
| Oude steden van Djenné                  | 1988 | C     |              |            |
| Timboektoe                              | 1988 | C     |              |            |
| Klif van Bandiagara (Land van de Dogon) | 1989 | C/N   |              |            |
| Tombe van Askia                         | 2004 | C     |              |            |

### Als Werelderfgoed genomineerde objecten
Op de voorlopige lijst van de UNESCO worden objecten ingeschreven die naar het inzicht van de betreffende regering potentieel voor de erkenning als werelderfgoed in aanmerking komen. Dit zegt niets over een eventuele daadwerkelijke succesvolle inschrijving op de lijst. Tegenwoordig (2025) zijn op de voorlopige lijst vijftien objecten uit Mali ingeschreven.
| Naam                                                                  | Jaar | Soort | Beschrijving | Afbeelding |
| --------------------------------------------------------------------- | ---- | ----- | ------------ | ---------- |
| Boucle-du-Baoulé                                                      | 1999 | C     |              |            |
| Essouk                                                                | 1999 | C     |              |            |
| Historische oude stad van Hamdallaye                                  | 2009 | C     |              |            |
| Fort van Médine                                                       | 2009 | C     |              |            |
| Grote Vrijdagmoskee van Niono                                         | 2009 | C     |              |            |
| Grote moskee van Komoguel                                             | 2009 | C     |              |            |
| Tata van Sikasso                                                      | 2012 | C     |              |            |
| Biodiversiteitspark Bafing Makana                                     | 2016 | N     |              |            |
| Natuurreservaat Lac Magui                                             | 2016 | N     |              |            |
| Biodiversiteitsreservaat voor olifanten in Gourma                     | 2017 | N     |              |            |
| Stroomgebied van de Niger (van de grens bij Markala tot het Débomeer) | 2017 | N     |              |            |
| Kathedraal van Bamako                                                 | 2017 | C     |              |            |
| Kerk van Mandiakuy                                                    | 2017 | C     |              |            |
| Historische plekken en cultuurlandschappen van Mandé                  | 2017 | C     |              |            |
| Locatie van de moskee van Kankou Moussa in Gao                        | 2021 | C     |              |            |

Klif van Bandiagara · Oude steden van Djenné · Timboektoe · Tombe van Askia